# John Schuck

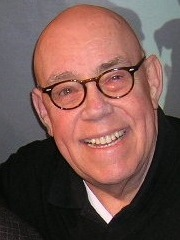
John Schuck, 2011

John Schuck (* 4. Februar 1940 in Boston, Massachusetts, eigentlich Conrad John Schuck) ist ein US-amerikanischer Theater-, Film- und TV-Schauspieler. Sein Vater, Conrad John Schuck, war Professor für Englisch an der State University of New York in Buffalo.

## Leben und Karriere
Schuck, geboren 1940 in Boston, spielte an verschiedenen Theatern, unter anderem am Cleveland Playhouse und Baltimore’s Centerstage und in verschiedenen Fernsehserien (beispielsweise Rauchende Colts, Bonanza oder Kobra, übernehmen Sie) bevor er für die erste Kinorolle entdeckt wurde. Robert Altman besetzte mit ihm die Rolle des Zahnarztes Cpt. Walter Waldowski im Kinofilm MASH (1970).
Es folgten weitere Kino- und TV-Produktionen, bei denen John Schuck zumeist nur kleine Rollen oder Gastrollen bekam. 1988 erhielt er dann eine feste Hauptrolle in der Fernsehserie Familie Munster als Herman Munster.
Von 1976 bis 1983 war Schuck mit Susan Bay verheiratet, die nach der Scheidung Leonard Nimoy (Spock) heiratete. Schuck heiratete anschließend die Malerin Harrison Houle. Aus der ersten Ehe hat John Schuck einen Sohn.

## Filmografie (Auswahl)
- 1969: Rauchende Colts (Gunsmoke) (Fernsehserie)
- 1970: MASH
- 1970: Nur Fliegen ist schöner (Brewster McCloud)
- 1970: Kobra, übernehmen Sie (Mission: Impossible) (Fernsehserie)
- 1970: Whisky brutal (The Moonshine War)
- 1970: Mary Tyler Moore (Fernsehserie)
- 1971: Bonanza (Fernsehserie)
- 1971: Hammersmith is out
- 1971: McCabe & Mrs. Miller
- 1971–1977: McMillan & Wife (Fernsehserie, 28 Folgen)
- 1972: Der Chef (Ironside) (Fernsehserie)
- 1974: Diebe wie wir (Thieves Like Us)
- 1975: Abenteuer der Landstraße (Fernsehserie)
- 1976: Holmes & Yoyo (Fernsehserie)
- 1977: Roots (Fernsehserie)
- 1978: Love Boat (Fernsehserie)
- 1979: Butch & Sundance – Die frühen Jahre (Butch and Sundance: The Early Days)
- 1981: Endstation Planet Erde (Earthbound)
- 1982–1983: The New Odd Couple (Fernsehserie)
- 1984–1986: Mord ist ihr Hobby (Murder, She Wrote) (Fernsehserie, 2 Folgen)
- 1984: Chefarzt Dr. Westphall (St. Elsewhere) (Fernsehserie)
- 1986: Star Trek IV: Zurück in die Gegenwart
- 1986: Matlock (Fernsehserie, Folge 1–15 Gefährliche Enthüllungen)
- 1987: MacGyver (Fernsehserie)
- 1987: Golden Girls (Fernsehserie)
- 1988–1991: Familie Munster (Fernsehserie)
- 1988: Pippi Langstrumpfs neueste Streiche (The New Adventures of Pippi Longstocking)
- 1989: Meine Mutter ist ein Werwolf (My Mom's a Werewolf)
- 1990: Dick Tracy
- 1991: Star Trek VI: Das unentdeckte Land (Star Trek VI: The Undiscovered Country)
- 1994: Time Trax – Zurück in die Zukunft (Time Trax, Fernsehserie, 1 Folge)
- 1994: Der Traum von Apollo XI (Pontiac Man)
- 1994: Star Trek: Deep Space Nine (Fernsehserie)
- 1995: Ritter der Dämonen (Tales from the Crypt: Demon Knight)
- 1995: New York Cops – NYPD Blue (Fernsehserie)
- 1996: Alf – Der Film (Project: ALF) (Fernsehfilm)
- 1996: Babylon 5 (Fernsehserie)
- 1999: Diagnose: Mord (Diagnosis Murder) (Fernsehserie)
- 2001: Im Bann des Jade Skorpions (The Curse of the Jade Scorpion)
- 2004–2008: Law & Order: New York (Fernsehserie)
- 2005: Star Trek: Enterprise (Fernsehserie)
- 2010: Zeke und Luther (Fernsehserie)

## Trivia
Schuck war der erste Schauspieler, der in einer Kinofilmproduktion das Wort fuck benutzte (1970, MASH, Originaltext: „Your fucking head is coming right off.“)